# Periscyphis subtransversus
Periscyphis subtransversus är en kräftdjursart som beskrevs av Omer-Cooper 1926. Periscyphis subtransversus ingår i släktet Periscyphis och familjen Eubelidae. Inga underarter finns listade i Catalogue of Life.